# Gabriel Pozzo
Gabriel Pozzo (26 marzo 1979) è un pilota di rally argentino.

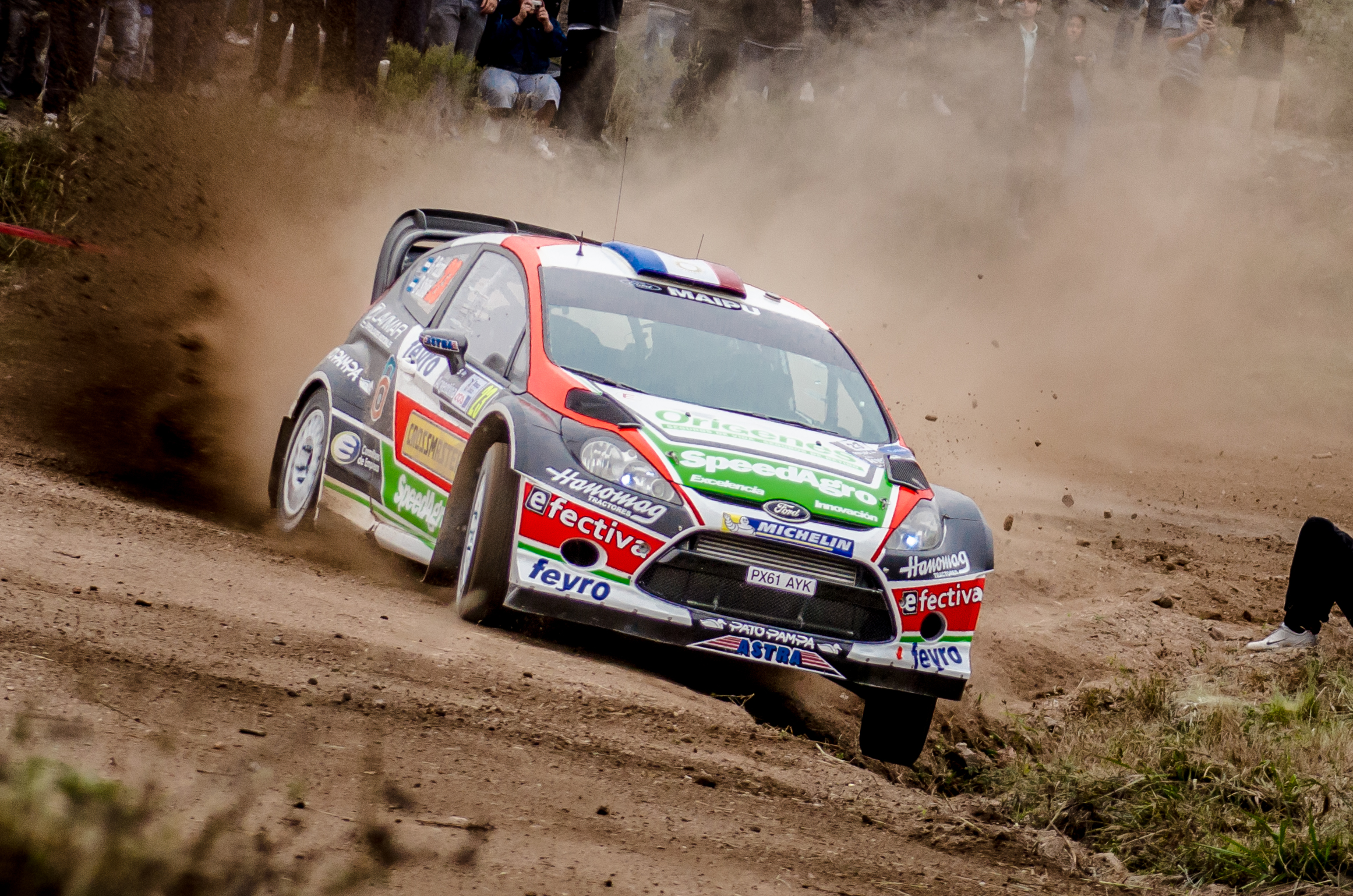
Pozzo su Fiesta RS WRC

Ha preso parte a varie gare dei campionati WRC, IRC e PWRC; in quest'ultimo è arrivato terzo nel 2000 e primo nel 2001. Il suo copilota è Daniel Stillo.

## Palmarès
- PWRC: 1
2001 su Mitsubishi Lancer Evo VI

### Vittorie nel Group N Cup/P-WRC
| # | Stagione | Evento              | Co-pilota            | Auto                     | Squadra          |
| - | -------- | ------------------- | -------------------- | ------------------------ | ---------------- |
| 1 | 2000     | Rally dell'Acropoli | Rodolfo Amelio Ortiz | Mitsubishi Lancer Evo VI | -                |
| 2 | 2001     | Rally di Catalogna  | Daniel Stillo        | Mitsubishi Lancer Evo VI | -                |
| 3 | 2001     | Rally d'Argentina   | Daniel Stillo        | Mitsubishi Lancer Evo VI | Top Run          |
| 4 | 2001     | Safari Rally        | Daniel Stillo        | Mitsubishi Lancer Evo VI | -                |
| 5 | 2007     | Rally del Giappone  | Daniel Stillo        | Mitsubishi Lancer Evo IX | Tango Rally Team |

## Risultati nel mondiale rally

### WRC
| 1998 | Scuderia | Vettura            |  |  |  |  |  |  |     |  |  |  |  |  |  |  |  |  | Punti | Pos. |
| ---- | -------- | ------------------ |  |  |  |  |  |  | --- |  |  |  |  |  |  |  |  |  | ----- | ---- |
| 1998 |          | Subaru Impreza WRX |  |  |  |  |  |  | Rit |  |  |  |  |  |  |  |  |  | 0     |      |

| 2000 | Scuderia | Vettura                  |  |  |     |     |    |    |    |  |     |    |    |     |    |  |  |  | Punti | Pos. |
| ---- | -------- | ------------------------ |  |  | --- | --- | -- | -- | -- |  | --- | -- | -- | --- | -- |  |  |  | ----- | ---- |
| 2000 |          | Mitsubishi Lancer Evo VI |  |  | Rit | Rit | 28 | 10 | 11 |  | Rit | 12 | 29 | Rit | 21 |  |  |  | 0     |      |

| 2001 | Scuderia | Vettura                  |    |  |     |    |    |    |  |   |    |    |    |  |    |  |  |  | Punti | Pos. |
| ---- | -------- | ------------------------ | -- |  | --- | -- | -- | -- |  | - | -- | -- | -- |  | -- |  |  |  | ----- | ---- |
| 2001 | Top Run  | Mitsubishi Lancer Evo VI | 12 |  | Rit | 18 | 10 | 13 |  | 6 | 26 | 18 | 23 |  | 18 |  |  |  | 1     | 24º  |

| 2002 | Scuderia         | Vettura                |  |  |  |     |    |   |     |  |  |  |  |  |  |  |  |  | Punti | Pos. |
| ---- | ---------------- | ---------------------- |  |  |  | --- | -- | - | --- |  |  |  |  |  |  |  |  |  | ----- | ---- |
| 2002 | Škoda Motorsport | Škoda Octavia WRC Evo2 |  |  |  | Rit | 19 | 9 | Rit |  |  |  |  |  |  |  |  |  | 0     |      |

| 2003 | Scuderia | Vettura                |  |  |  |  |     |  |  |  |  |  |  |  |  |  |  |  | Punti | Pos. |
| ---- | -------- | ---------------------- |  |  |  |  | --- |  |  |  |  |  |  |  |  |  |  |  | ----- | ---- |
| 2003 |          | Škoda Octavia WRC Evo3 |  |  |  |  | Rit |  |  |  |  |  |  |  |  |  |  |  | 0     |      |

| 2004 | Scuderia | Vettura                |  |  |  |  |  |  |  |   |  |  |  |  |  |  |  |  | Punti | Pos. |
| ---- | -------- | ---------------------- |  |  |  |  |  |  |  | - |  |  |  |  |  |  |  |  | ----- | ---- |
| 2004 |          | Subaru Impreza STi N10 |  |  |  |  |  |  |  | 8 |  |  |  |  |  |  |  |  | 1     | 34º  |

| 2005 | Scuderia                    | Vettura                |  |  |  |     |  |    |     |  |    |  |  |  |     |  |  |    | Punti | Pos. |
| ---- | --------------------------- | ---------------------- |  |  |  | --- |  | -- | --- |  | -- |  |  |  | --- |  |  | -- | ----- | ---- |
| 2005 | Subaru Argentina Rally Team | Subaru Impreza STi N11 |  |  |  | Rit |  | 17 | Rit |  | 23 |  |  |  | Rit |  |  | 11 | 0     |      |

| 2006 | Scuderia | Vettura                  |  |  |     |  |  |     |  |    |  |  |   |  |  |     |  |  | Punti | Pos. |
| ---- | -------- | ------------------------ |  |  | --- |  |  | --- |  | -- |  |  | - |  |  | --- |  |  | ----- | ---- |
| 2006 |          | Mitsubishi Lancer Evo IX |  |  | Rit |  |  | Rit |  | 18 |  |  | 9 |  |  | Rit |  |  | 0     |      |

| 2007 | Scuderia         | Vettura                  |  |  |  |  |  |    |  |    |  |  |    |  |  |   |    |     | Punti | Pos. |
| ---- | ---------------- | ------------------------ |  |  |  |  |  | -- |  | -- |  |  | -- |  |  | - | -- | --- | ----- | ---- |
| 2007 | Tango Rally Team | Mitsubishi Lancer Evo IX |  |  |  |  |  | 13 |  | 23 |  |  | 16 |  |  | 9 | 11 | Rit | 0     |      |

| 2008 | Scuderia  | Vettura                |  |  |  |     |  |  |  |  |  |  |  |  |  |  |  |  | Punti | Pos. |
| ---- | --------- | ---------------------- |  |  |  | --- |  |  |  |  |  |  |  |  |  |  |  |  | ----- | ---- |
| 2008 | Barattero | Subaru Impreza STi N14 |  |  |  | Rit |  |  |  |  |  |  |  |  |  |  |  |  | 0     |      |

| 2009 | Scuderia  | Vettura                |  |  |  |  |     |  |  |  |  |  |  |  |  |  |  |  | Punti | Pos. |
| ---- | --------- | ---------------------- |  |  |  |  | --- |  |  |  |  |  |  |  |  |  |  |  | ----- | ---- |
| 2009 | Barattero | Subaru Impreza STi N14 |  |  |  |  | Rit |  |  |  |  |  |  |  |  |  |  |  | 0     |      |

| 2013 | Scuderia          | Vettura            |  |  |  |  |    |  |  |  |  |  |  |  |  |  |  |  | Punti | Pos. |
| ---- | ----------------- | ------------------ |  |  |  |  | -- |  |  |  |  |  |  |  |  |  |  |  | ----- | ---- |
| 2013 | Qatar M-Sport WRT | Ford Fiesta RS WRC |  |  |  |  | 11 |  |  |  |  |  |  |  |  |  |  |  | 0     |      |

| Legenda | 1º posto | 2º posto | 3º posto | A punti | Senza punti | Ritirato | Squalificato | NP=Non partito C=Gara cancellata | Apice=Power stage |

### Group N Cup/P-WRC
| 2000 | Scuderia | Vettura                  |  |  |     |     |    |   |   |  |     |   |    |     |    |  |  |  | Punti | Pos. |
| ---- | -------- | ------------------------ |  |  | --- | --- | -- | - | - |  | --- | - | -- | --- | -- |  |  |  | ----- | ---- |
| 2000 |          | Mitsubishi Lancer Evo VI |  |  | Rit | Rit | 10 | 2 | 1 |  | Rit | 2 | 11 | Rit | 10 |  |  |  | 22    | 3º   |

| 2001 | Scuderia | Vettura                  |   |  |     |   |   |   |  |   |   |   |   |  |   |  |  |  | Punti | Pos. |
| ---- | -------- | ------------------------ | - |  | --- | - | - | - |  | - | - | - | - |  | - |  |  |  | ----- | ---- |
| 2001 | Top Run  | Mitsubishi Lancer Evo VI | 4 |  | Rit | 1 | 1 | 3 |  | 1 | 2 | 2 | 2 |  | 2 |  |  |  | 75    | 1º   |

| 2005 | Scuderia                    | Vettura                |  |  |  |     |  |   |     |  |   |  |  |  |     |  |  |   | Punti | Pos. |
| ---- | --------------------------- | ---------------------- |  |  |  | --- |  | - | --- |  | - |  |  |  | --- |  |  | - | ----- | ---- |
| 2005 | Subaru Argentina Rally Team | Subaru Impreza STi N11 |  |  |  | Rit |  | 4 | Rit |  | 5 |  |  |  | Rit |  |  | 3 | 15    | 10º  |

| 2006 | Scuderia | Vettura                  |  |  |     |  |  |     |  |   |  |  |   |  |  |     |  |  | Punti | Pos. |
| ---- | -------- | ------------------------ |  |  | --- |  |  | --- |  | - |  |  | - |  |  | --- |  |  | ----- | ---- |
| 2006 |          | Mitsubishi Lancer Evo IX |  |  | Rit |  |  | Rit |  | 2 |  |  | 2 |  |  | Rit |  |  | 0     |      |

| 2007 | Scuderia         | Vettura                  |  |  |  |  |  |   |  |   |  |  |   |  |  |   |   |     | Punti | Pos. |
| ---- | ---------------- | ------------------------ |  |  |  |  |  | - |  | - |  |  | - |  |  | - | - | --- | ----- | ---- |
| 2007 | Tango Rally Team | Mitsubishi Lancer Evo IX |  |  |  |  |  | 4 |  | 7 |  |  | 4 |  |  | 1 | 2 | Rit | 30    | 2º   |

| 2009 | Scuderia  | Vettura                |  |  |  |  |     |  |  |  |  |  |  |  |  |  |  |  | Punti | Pos. |
| ---- | --------- | ---------------------- |  |  |  |  | --- |  |  |  |  |  |  |  |  |  |  |  | ----- | ---- |
| 2009 | Barattero | Subaru Impreza STi N14 |  |  |  |  | Rit |  |  |  |  |  |  |  |  |  |  |  | 0     |      |

| Legenda | 1º posto | 2º posto | 3º posto | A punti | Senza punti | Ritirato | Squalificato | NP=Non partito C=Gara cancellata | Apice=Power stage |